# キリストの王権
キリストの王権（キリストのおうけん、英：the kingship of Christ）とは、イエス・キリストの王権についての神学である。本項ではイングランドおよびスコットランドの改革派の神学につき詳述する。

## 改革派教会
ジャン・カルヴァンは、『キリスト教綱要』2篇15章のキリスト三職務の解説で、キリストの霊的な王権を強調しており、キリストが聖霊によって油注ぎを受けたと教えている。改革派教会においては、スコットランド教会のジョン・ノックス、アンドリュー・メルヴィル、カベナンター、イングランドで聖書信仰に立ったピューリタン、トーマス・カートライトにとって重要な神学であり、その中でも改革長老教会のウィリアム・サイミントンの研究が代表的である。これを理解するには、信仰の自由と反キリストの教理が必要となる。キリストのみことばによって、教会と国家が直接支配されるという真理がキリストの王権である。
唯一の王権には、創造主の全能の王権と、キリストの仲保者としての王権の二つの次元があり、さらに仲保者としての王権には、教会に対する霊的王権と、国家に対する宇宙的王権がある。
聖書箇所は創造と贖いにおいてはエゼキエル37:24-28、詩篇103:17-19、マタイ28:18-20、ヘブル13:20-21、詩篇では詩篇93:1,95:3,96:10,97:1,98:6,99:1、具体的にはゼカリヤ9:9-11、イザヤ33:17、詩篇149:2、イザヤ6:5、詩篇24:7-9である。

### 日本の改革長老教会
日本キリスト改革長老教会の瀧浦滋牧師は、キリストの王権論から、天皇制を検討している。日本の天皇は異教徒であり、異教的な天皇制がキリストの王権を侵害し、キリスト教信仰を迫害する時に、それは反キリストとなりうるとする。天皇と神道との関わりは偶像崇拝であり、クリスチャンはこれに立ち向かわなければならないとする。そして天皇が回心してクリスチャンになったあかつきには、神道と天皇制は廃止されるしかなく、立憲君主制の可能性が残るのみである。クリスチャンの祈るべきは、天皇制の悔い改めと、彼らの回心であるという。。

## 新正統主義
新正統主義の神学者ヴィサー・トーフトの「キリストの王権」はピューリタンやカヴェナンターの歴史を踏まえておらず、内面的に理解するものであり、異なった神学である。